# Volta a Suïssa 1957
La Volta a Suïssa 1957 fou la 21a edició de la Volta a Suïssa. Aquesta edició es disputà del 12 al 19 de juny de 1957, amb un recorregut de 1.567,6 km distribuïts en 8 etapes, una d'elles dividida en dos sectors. L'inici i final de la cursa fou a Zúric.
El vencedor final fou l'italià Pasquale Fornara, que s'imposà per poc més d'un minut al belga Edgar Sorgeloos. Aquesta era la tercera victòria en la general de Fornara, després de les aconseguides el 1952 i 1954. En tercera posició finalitzà el suís Attilio Moresi. Fornara també guanyà la classificació de la muntanya i Sorgeloos la dels punts.

## Etapes
| Etapa | Data       | Recorregut                  | Km   | Vencedor d'etapa       | Líder de la general    |
| ----- | ---------- | --------------------------- | ---- | ---------------------- | ---------------------- |
| 1ª    | 12 de juny | Zúric - Thalwil             | 223  | Max Schellenberg (SUI) | Max Schellenberg (SUI) |
| 2ª    | 13 de juny | Thalwil - Basilea           | 215  | Ernst Traxel (SUI)     | Max Schellenberg (SUI) |
| 3ª    | 14 de juny | Basilea - La Chaux-de-Fonds | 196  | Stefano Gaggero (ITA)  | Pasquale Fornara (ITA) |
| 4ª    | 15 de juny | La Chaux-de-Fonds - Berna   | 213  | Edgar Sorgeloos (BEL)  | Pasquale Fornara (ITA) |
| 5ª A  | 16 de juny | Berna - Berna (CRI)         | 14,6 | Pasquale Fornara (ITA) | Pasquale Fornara (ITA) |
| 5ª B  | 16 de juny | Berna - Lucerna             | 103  | Roger van Damme (BEL)  | Pasquale Fornara (ITA) |
| 6ª    | 17 de juny | Lucerna (ITA) - Lugano      | 207  | Rolf Graf (SUI)        | Pasquale Fornara (ITA) |
| 7ª    | 18 de juny | Lugano - Vaduz (LIE)        | 204  | Colombo Cassano (ITA)  | Pasquale Fornara (ITA) |
| 8ª    | 19 de juny | Vaduz (LIE) - Zúric         | 192  | Heinz Müller (GER)     | Pasquale Fornara (ITA) |

## Classificació final
|    | Ciclista               | Equip      | Temps       |
| -- | ---------------------- | ---------- | ----------- |
| 1  | Pasquale Fornara (ITA) | Cilo       | 44h 32' 16" |
| 2  | Edgar Sorgeloos (BEL)  | Peugeot-BP | + 1' 21"    |
| 3  | Attilio Moresi (SUI)   | Mondia     | + 1' 42"    |
| 4  | Hans Junkermann (GER)  | Feru       | + 2' 14"    |
| 5  | Lothar Friedrich (GER) | König      | + 2' 45"    |
| 6  | Hilaire Couvreur (BEL) | Peugeot-BP | + 3' 00"    |
| 7  | Carlo Clerici (SUI)    | Condor     | + 8' 47"    |
| 8  | Nino Assirelli (ITA)   | Cilo       | + 11' 35"   |
| 9  | Raymond Reisser (FRA)  | König      | + 13' 20"   |
| 10 | Adolf Christian (AUT)  | Carpano    | + 13' 40"   |